# 活動式游泳池
活動式游泳池是一種可透過組裝拆卸而具移動性的游泳池，材質以熱浸鍍鋅鋼材為底並在上鋪設PVC防水布，泳池旁則架設回流系統藏於架高池畔的平台下，讓泳池在使用的時候能夠持續循環水流以持續淨水。活動式游泳池這種施工方式自2000年代以來就於國際大型的游泳賽會逐漸流行，可讓泳賽主辦方減省工程耗時與預算。2017年，活動式游泳池的工期可在兩個月完成。
中國大陸首次使用此技術應是在2006年上海的世界游泳錦標賽決選賽中，而台灣首次使用這樣的技術則是於2017年的世界大學運動會。

## 外部連結
- 活動式游泳池廠商Astral Pool的搭建個案 http://projects.fluidra.com/list/swimming-pool/year/0/country/0/city/0%5B%5D